# خلف علي الخلف
خلف علي الخلف (10 تشرين الثاني/ نوفمبر 1969، الرقة) هو شاعر وكاتب، يحمل الجنسية السويدية، عاش في المملكة العربية السعودية من عام 1993 حتى عام 2001، ثم انتقل إلى اليونان ومكث فيها حتى صيف عام 2002، عاد إلى سوريا لفترة وجيزة ثم سافر إلى السعودية مرة أخرى، وفي ربيع عام 2008 غادر السعودية وذهب إلى مصر وأقام في الإسكندرية. أقام في السويد منذ 2014.

## سيرة شخصية
نشر كتابه الأول عام 2004، ثم أسس خلف موقع جدار في نهاية عام 2005، وهي منصة ثقافية مستقلة تدعم الكتاب المبتدئين والمستقلين، صُنفت على أنها الأولى بين مواقع الثقافة السورية، وحجبت الحكومة السورية الموقع في وقت لاحق. حيث كان يستدعى للتحقيق من قبل المخابرات السورية في كل مرة ينشر فيها عملاً من أعماله أو مقالًا. وكانت آخر مكالمة استقصائية تلقاها في صيف عام 2007.
سافر إلى السعودية، ليواصل كتابة مقالات ينتقد فيها النظام السوري ويدعو إلى بديل ديمقراطي، حيث كتب مقالاً بعنوان "إعلان ذاتي عام للسلطات الأمنية السورية" ومنذ ذلك الحين لم يستطع العودة إلى سوريا حتى عام 2013، عندما لم تعد الرقة تحت حكم الأسد.

### تأسيس دار نشر
في سبتمبر 2008، أسس مع كتاب عرب آخرين (حامد بن عقيل وسوزان خواتمي) دار نشر باسم "جدار للثقافة والنشر"، حيث كانت دار نشر غير هادفة للربح، بدأت الدار في نشر العديد من الكتب، وخاصة تلك التي تنتقد نظام بشار الأسد وكتب المذكرات، وكتب السجناء السوريين.

### مقالات
ينشر بانتظام بعض أعماله في صحيفة إيلاف الإلكترونية منذ عام 2003، ومواقع ومدونات أخرى مثل جدار والحوار المتمدن. كما نشر في العديد من الصحف العربية.

### جوائز
كُرم في مسابقة مهرجان الفجيرة الدولي للمونودراما في عام 2009. وفاز بالجائزة الثانية بكتابة سيناريو مونودراما بعنوان "جلجامش بحذاء رياضي".

### دراسته
درس خلف الاقتصاد في جامعة حلب، ودرس العلاقات الدولية في جامعة مالمو، والعلوم الإنسانية الرقمية في جامعة كالمار، وأكمل الماجستير في الصحافة من جامعة سودرتورن.

### مؤلفاته
- 2004 نون الرعاة - شعر
- 2007 التنزيل - شعر
- 2008 كحل الرغبة - الشعر.[12]
- 2008 نواح الغريب: حكاية لم ينقرها الطير - نص.[13]
- 2009 قصائد بفردة حذاء واحدة - شعر.[14]
- 2010 جلجامش بحذاء رياضي - مسرحية مونودراما
- 2010 عن البلاد التي بلا أمل - مقالات سياسية
- 2011 أصوات بالأبيض والأسود - حوارات.
- 2012 حقيقتان وممثلة واحدة - مونودراما.[15]
- 2015 يوميات الحرب القائمة - شعر.[16]
- 2016 يوميات الحرب القائمة - شعر - ترجمة إلى اللغة الإنجليزية
- 2017 أنا من الدولة الإسلامية - مونودراما
- 2018 يوميات الحرب القائمة - شعر - ترجمة إلى ألمانية.
- 2018 العبرة في الحواس - شعر
- 2021 الحرانيون السومريون - بحث تاريخي انثربولجي [مشترك مع قصي مسلط الهويدي].
- 2024 لنكتب عن السويد - شعر
- 2024 يُقال أعمى: الديوان الأندلسي وقصائد إيلينا - شعر